# Brotherhood of the Snake
Brotherhood of the Snake jedanaesti je studijski album američkog thrash metal sastava Testament. Diskografska kuća Nuclear Blast objavila ga je 28. listopada 2016. Prvi je izdanje sastava od albuma First Strike Still Deadly s basistom Stevom DiGiorgiom. Album završio je na 20. mjestu ljestvice Billboard 200 – druga najvišoj pozicija sastava nakon albuma Dark Roots of Earth.

## Recenzije
Brotherhood of the Snake zadobio je uglavnom pozitivne kritike. Thom Jurek sa stranice AllMusic dodijelio je albumu tri i pol zvjezdica od pet te je navodi da "nudi izvrstan zvučni portret Testamenta koji rade ono što rade najbolje - agresivno, teški riff, thrash. Ovdje je na djelu zabavan koncept, ali ovo je više iskustvo slušanja pjesma po pjesmu koje se zbraja ogromnu cjelinu."

## Popis pjesama
Tekstovi: Chuck Billy, osim za pjesmu "Brotherhood of the Snake", koji je napisao s Ericom Petersonom. 
| 1.    | »Brotherhood of the Snake« | Peterson                | 4:13 |
| 2.    | »The Pale King«            | Peterson                | 4:51 |
| 3.    | »Stronghold«               | Peterson                | 4:00 |
| 4.    | »Seven Seals«              | Peterson                | 5:38 |
| 5.    | »Born in a Rut«            | Peterson                | 4:57 |
| 6.    | »Centuries of Suffering«   | Peterson                | 3:34 |
| 7.    | »Black Jack«               | Peterson                | 4:21 |
| 8.    | »Neptune's Spear«          | Peterson, Alex Skolnick | 5:27 |
| 9.    | »Canna-Business«           | Peterson, Skolnick      | 3:47 |
| 10.   | »The Number Game«          | Peterson                | 4:38 |
| 45:26 |                            |                         |      |

| Dodatne pjesme na japonskom izdanju | Dodatne pjesme na japonskom izdanju            | Dodatne pjesme na japonskom izdanju | Dodatne pjesme na japonskom izdanju | Dodatne pjesme na japonskom izdanju | Dodatne pjesme na japonskom izdanju | Dodatne pjesme na japonskom izdanju | Dodatne pjesme na japonskom izdanju | Dodatne pjesme na japonskom izdanju | Dodatne pjesme na japonskom izdanju |
| Br.                                 | Skladba                                        | Trajanje                            |                                     |                                     |                                     |                                     |                                     |                                     |                                     |
| ----------------------------------- | ---------------------------------------------- | ----------------------------------- | ----------------------------------- | ----------------------------------- | ----------------------------------- | ----------------------------------- | ----------------------------------- | ----------------------------------- | ----------------------------------- |
| 11.                                 | »Apocalyptic City« (ponovno snimljen verzija)  | 5:40                                |                                     |                                     |                                     |                                     |                                     |                                     |                                     |
| 12.                                 | »Brotherhood of the Snake« (alternativni miks) | 4:13                                |                                     |                                     |                                     |                                     |                                     |                                     |                                     |
| 55:19                               |                                                |                                     |                                     |                                     |                                     |                                     |                                     |                                     |                                     |

## Zasluge
| Testament - Eric Peterson – gitara, prateći vokali, produkcija; snimanje (električne gitare) - Alex Skolnick – gitara - Chuck Billy – vokali, produkcija - Gene Hoglan – bubnjevi - Steve DiGiorgio – bas-gitara |  | Ostalo osoblje - Nik Chinboukas – snimanje (električne gitare) - Yosimar Gomez – snimanje (električne gitare) - Marcelo Vasco – ilustracije, omot albuma - Eliran Kantor – naslovnica - Juan Urteaga – snimanje (bubnjeva, vokala, bas-gitare, dodatnih gitara), tonska obrada - Andy Sneap – miksanje, masteriranje - Chuck Arlund – fotografija - Dean Karr – fotografija - Stephanie Cabral – fotografija - Dave Endicott – fotografija - Kevin Wilson – fotografija |